# Абубакар Аль-Масс
Абубакар Ібрагім Аль-Масс (араб. أبوبكر الماس, нар. 26 лютого 1958, Аден) — південноєменський, пізніше єменський футболіст, який грав на позиції нападника. Відомий за виступами в клубі «Аль-Тіляль» з Адена, та у збірній Південного Ємену, а після об'єднання країни у національній збірній Ємену.

## Біографія
Абубакар Аль-Масс народився в Адені, та розпочав виступи на футбольних полях у 70-х роках у складі місцевої команди «Аль-Тіляль», у якій він провів усю свою кар'єру футболіста. У складі команди кілька разів ставав переможцем першості Південного Ємена та пізніше об'єднаного Ємена. Завершив виступи на футбольних полях у 1994 році.
У 1975 році Абубакар Аль-Масс дебютував у складі збірної Південного Ємену. у складі команди брав участь у Кубку Азії 1976 року, де вперше виступила південноєменська команда. У складі збірної брав участь у першому та єдиному для південноєменської команди відбірковому турнірі до чемпіонату світу — відборі до чемпіонату світу 1986 року, на якому відзначився забитим м'ячем, утім збірна Південного Ємену припинила виступи після першого етапу відбору. Після об'єднання Ємену Аль-Масс розпочав виступи у складі національної збірної Ємену, та в її складі грав на Азійських іграх 1990 року. У 1990 році Абубакар Аль-Масс завершив виступи у складі збірної.